# Peter Geltzer Petersen
Peter Geltzer Petersen (ur. 5 maja 1892 w Vejen, zm. 27 sierpnia 1964 w Oksby) – duński strzelec, olimpijczyk.
Dwukrotny uczestnik igrzysk olimpijskich (IO 1920, IO 1924). Najwyższe miejsce osiągnął na igrzyskach w 1920 roku, zajmując 5. pozycję w drużynowym strzelaniu z karabinu dowolnego w trzech postawach z 300 m.

## Wyniki

### Igrzyska olimpijskie
| Igrzyska       | Konkurencja                                     | Wynik                                         | Miejsce | Źródło |
| -------------- | ----------------------------------------------- | --------------------------------------------- | ------- | ------ |
| Antwerpia 1920 | Karabin dowolny, trzy postawy, 300 m            | 923 pkt. (324–303–296)                        | ?       | [ 2 ]  |
| Antwerpia 1920 | Karabin dowolny, trzy postawy, 300 m, drużynowo | 4644 pkt. (druż.) 923 pkt. ind. (324–303–296) | 5       | [ 1 ]  |
| Paryż 1924     | Karabin dowolny, drużynowo                      | 626 pkt. (druż.) 121 pkt. (ind.)              | 6       | [ 3 ]  |